# Единорог и оса
«Единорог и оса» — седьмой эпизод четвёртого сезона сериала «Доктор Кто». Премьера серии состоялась 17 мая 2008 года на канале BBC One.

## Сюжет
В декабре 1926 года Доктор и Донна встречают Агату Кристи накануне её одиннадцатидневного исчезновения. Вместе с детективной писательницей они расследуют кражу и убийства. Преступником оказывается гигантская оса.